# Waterland (waterpark)
Waterland is een waterpark te Tagarades, Thessaloniki, Griekenland. Het park werd in 1994 geopend en wordt jaarlijks door ongeveer 100.000 mensen bezocht. Met een oppervlakte van 150.000 vierkante meter is het het grootste waterpark in Oost-Europa.

## Opzet
Waterland heeft zes zwembaden:
- Junior pool met junior slides
- Knossos Luxury pool
- Wave pool
- Crazy River
- Simpoli 5 eXtreme Slides
- SuperSlides.

Verder is er sinds 2008 de attractie "Pirates island".
Het waterpark is jaarlijks geopend in de periode van mei tot september.